# Johan Henrik Bruun
Johan Henrik Bruun (* Juli 1732 in Christiania (Oslo); † 8. September 1796 in Kopenhagen) war ein dänisch-norwegischer Kaufmann.

## Leben
Johan Henrik Bruun wurde im Juli 1732 vermutlich im heutigen Oslo geboren. Er war vermutlich mit Andreas Bruun und Carl Bruun verwandt, die später so wie er in Grönland dienen sollten. Dafür, dass er kein Bruder war, spricht, dass er im Kopenhagener Waisenheim aufwuchs, und die Tatsache, dass Andreas Bruuns Eltern erst 1734 heirateten. Bereits 1737 wurde seine Zukunft entschieden, da man im Waisenhaus nach Jungen suchte, die einmal in Grönland tätig werden sollten. Er kam später wieder nach Norwegen, wo er die Schule in Bergen besuchte, die er 1754 abschloss. Anschließend war er offenbar im Militär tätig, wo er Leutnant wurde.
Am 30. April 1756 wurde er schließlich nach Grönland geschickt, wo er als Handelsassistent in der Kolonie Ritenbenk in Saqqaq arbeiten sollte. Im Folgejahr wurde beschlossen, dass Bruun eine Untersuchungsreise nach Norden vornehmen sollte, um dort die Möglichkeiten der Gründung einer neuen Kolonie auszuloten. Nach dieser Reise wurde Johan Henrik Bruun 1758 zum Kaufmann befördert und zum Kolonialverwalter der Kolonie Nordsoack ernannt, die in Nuussuaq lag. Es war ihm klar, dass die Stelle wegen ihres rauen Klimas nicht sonderlich geeignet war und plante deswegen, nach einer besseren Stelle weiter nordöstlich Ausschau zu halten. 1760 reiste er gemeinsam mit seinem Assistenten Jens Andersen Geraae in die dortige Bucht, wo sie Uummannaq etwa 90 km östlich von Nuussuaq als beste Stelle für die Kolonie ausmachten. Zwischen 1761 und 1763 wurde die Kolonie versetzt. Johan Henrik Bruun war nebenher als guter Kaufmann bekannt, was sich in stetigen Lohnerhöhungen zeigt. Er kämpfte erfolgreich gegen die Konkurrenz durch holländische Walfänger, indem er beispielsweise dieselben Waren zu günstigeren Preisen anbot, aber auch mit militärischen Drohungen. Er führte auch den Garnfang auf Robben ein, den er vermutlich aus Norwegen kannte. Seine Kolonie war bis 1769 die nördlichste Grönlands, als Andreas Bruun eine weitere noch weiter nördlich gründete.
1770 beantragte er seine Rückkehr nach Europa, die ihm genehmigt wurde. In Dänemark studierte er Jura und wurde am 16. Juli 1772 zum Stadtschreiber in Rønne ernannt. Am 14. Dezember 1772 heiratete im Alter von 50 Jahren er die 15-jährige Christine Petronelle Lyder (1757–1825), Tochter des Kommerzrats Johan Lyder (um 1701–1767). Bereits 1773 verließ er Bornholm wieder und wurde am 28. Oktober 1774 zum Packhausschreiber für Den Kongelige Grønlandske Handel ernannt. 1786 wurde er zum Packhausverwalter ernannt. Am 28. Dezember 1792 wurde er pensioniert und starb knapp vier Jahre später im Alter von 60 Jahren. Er hinterließ seine Frau und eine Tochter, während ein Sohn anderthalb Jahre zuvor gestorben war.